# 新井紗彩
新井 紗彩（あらい さあや、2000年4月25日 - ）は、日本の女優。群馬県出身。エッグスター所属。

## 出演

### テレビドラマ
- 機界戦隊ゼンカイジャー（2021年3月、テレビ朝日系）
- 声春っ!（2021年4月29日〈28日深夜〉 - 7月1日〈6月30日深夜〉、日本テレビ）
- 警視庁捜査一課長 season5 第6話（2021年4月、テレビ朝日） - 武田若菜 役
- きれいのくに（2021年4月12日 - 5月31日、NHK総合 よるドラ）
- ザ・ハイスクール ヒーローズ（2021年7月31日 - 9月18日、テレビ朝日）
- おかえりモネ（2021年5月17日 - 10月29日、NHK 連続テレビ小説）
- しもべえ（2022年1月7日 - 、NHK総合） - 日向菜子 役
- 恋なんて、本気でやってどうするの?（2022年4月、フジテレビ）

### 映画
- かぐや様は告らせたい〜天才たちの恋愛頭脳戦〜ファイナル（2021年8月）